# Баварія (Альценау)
«Бава́рія» (нім. «FC Bayern Alzenau») — німецький футбольний клуб з Альценау. Заснований 27 березня 1920 року.

## Історія
Клуб заснований у 1920 році під назвою «Alzenauer Fußball Club». 16 вересня 1922 року увійшов до складу «спортивного клубу Альценау». У 1923 році знову став незалежним під назвою «Баварія Альценау». Після Другої світової війни клуб був сформований наново під назвою «SKG Alzenau». У 1947 році був знову перейменований в «Баварію».
З 1983 року клуб виступав у п'ятому німецькому дивізіоні: спочатку в «Landesliga Bayern Nord», потім у «Landesliga Hessen». Як і сусідній клуб «Вікторія» (Ашаффенбург), «Баварія» з Альценау виступає в «лізі Hessen», на відміну від команд сусідніх міст. Це є відлунням історії регіону, не є історичною частиною Баварії. Найгірші роки клубу припали на 1998 рік, коли він виступав у сьомому німецькому дивізіоні «Bezirkliga Gelnhausen». Найбільшого успіху команда добилася в 2006 році, коли зуміла завоювати місце в четвертій німецької лізі, посівши друге місце в «Landesliga» і перемігши у матчах плей-оф.